# Ulrich Helbling
Ulrich Helbling (* vor 1400 in Wien; † 1426 ebenda) war ein österreichischer Architekt und Steinmetz und 1399 Dombaumeister am Stephansdom in Wien.

## Leben und Wirken
Die Angaben über einen der frühesten namentlich bekannten Wiener Dombaumeister, Ulrich Helbling, beschränken sich auf testamentarische Nennungen. So wird am 15. November 1399 ein maister Vlreich der Helbling, die zeit pawmaister dasz Sand Stephan, und wieder am 4. Februar 1406 ein Vlreich Helbling der stainmetz als Zeuge eines Testaments genannt. Am 9. September 1417 hinterließ der Steinmetz Simon seinem Schwager Helbling seine kunst in dem papir oder pyrmaid, also seine Baurisse auf Papier und Pergament, und schließlich verfasste Ulrich Helbling am 19. März 1426 sein eigenes Testament.
Die Identität des 1399 genannten Wiener Dombaumeisters mit dem nachfolgend belegten Steinmetzen ist durchaus kontrovers diskutiert worden, da sie eine Verdrängung aus der Position des Dombaumeisters durch seinen 1403 berufenen Nachfolger Wenzel Parler bedeutet haben würde. Da ähnliche Verdrängungen eines Baumeisters durch eine prominentere Persönlichkeit durchaus geläufig sind, so ein Jahrhundert später 1510 am Stephansdom Jörg Öchsl durch Anton Pilgram, so besitzt die Annahme durchaus einige Berechtigung. Eine Erklärungsmöglichkeit besteht zudem in der Annahme zweier parallel zueinander tätiger Meister, da 1400 mit dem Bau des Langhauses von St. Stephan begonnen wurde, sein Nachfolger Wenzel Parler aber konkret mit dem Weiterbau des Südturms betraut wurde. Anzunehmen ist, dass er 1395 die Nachfolge des Michael Knab antrat und ab 1403 mit der Berufung Wenzel Parlers zum Dombaumeister wieder die Position eines Steinmetzen oder Parliers einnahm.
Ein Schwager Ulrich Helblings, Hans Schrimph, ist von 1426 bis 1431 als Steinmetz am Stephansdom belegt, ein Neffe, Mathes Helbling, wurde 1437 Wiener Dombaumeister.